# One Day as a Lion
One Day as a Lion est un groupe fondé en 2008 par Zack de la Rocha, chanteur du groupe Rage Against the Machine, et Jon Theodore, ancien batteur du groupe The Mars Volta. 
Le groupe a sorti son premier maxi le 22 juillet 2008 sur le label indépendant Anti.
Lorsqu'ils décrivent le groupe, les membres disent qu'il constitue à la fois un avertissement et une promesse tenue. Le nom du groupe provient du cliché noir et blanc de George Rodriguez sur lequel on peut apercevoir le message suivant : « il vaut mieux vivre une seule journée dans la vie d'un lion que des centaines d'années dans la peau d'un agneau ». Lorsqu'ils parlent de leur premier disque, ils affirment que celui-ci représente une tentative de recréer ce sentiment sous la forme d'une musique[réf. nécessaire].

## Discographie
- 2008 : One Day as a Lion

1. Wild International
2. Ocean View
3. Last Letter
4. If You Fear Dying
5. One Day as a Lion